# اچ‌ام‌اس تودور (پی۳۲۶)
اچ‌ام‌اس تودور (پی۳۲۶) (به انگلیسی: HMS Tudor (P326)) یک زیردریایی بود که طول آن ۲۷۶ فوت ۶ اینچ (۸۴٫۲۸ متر) بود. این زیردریایی در سال ۱۹۴۲ ساخته شد.